# Polnische Fußballmeisterschaft 1920

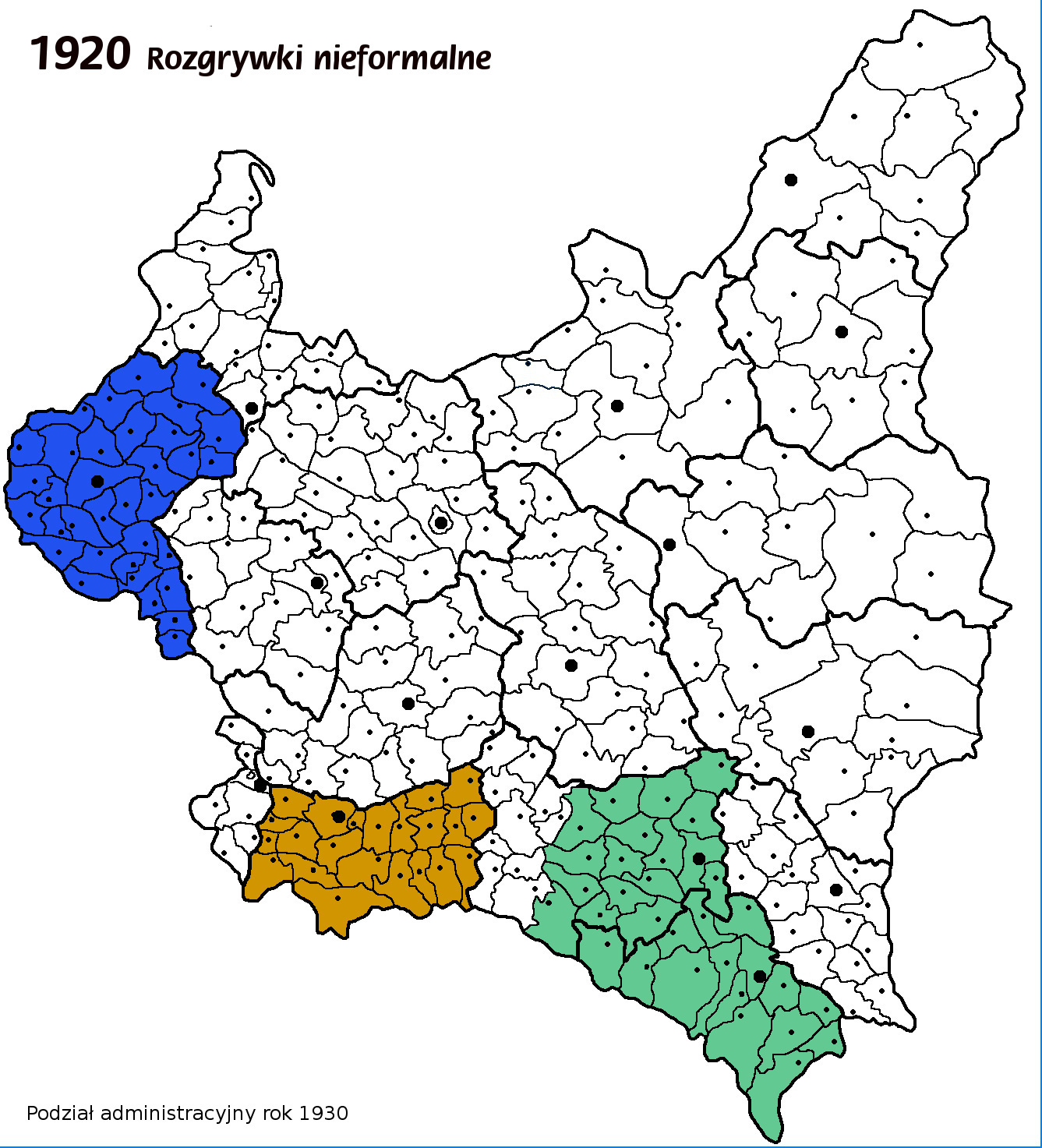
Die drei Bezirke, in denen die regionalen Meisterschaften bereits gestartet waren. (blau = Posen, gelb = Krakau, grün = Lemberg)

Die polnische Fußballmeisterschaft 1920 war die erste nationale Meisterschaft, die vom polnischen Fußballverband organisiert wurde. Aufgrund des Polnisch-Sowjetischen Kriegs konnte die Meisterschaft nicht beendet werden. Das einzige Team, das bei Abbruch der Saison bereits für das Endrundenturnier qualifiziert war, war der KS Cracovia.

## Geschichte

### Modus
Im Dezember 1919 fand die 1. Gründungsversammlung des polnischen Fußballverbands statt. Hierbei wurde das Land fünf regionale Bezirke (Krakau, Lemberg, Łódź, Posen und Warschau) unterteilt, welche in den sogenannten regionalen „A-Klassen“ einen Bezirksmeister ausspielten. Der Gewinner des jeweiligen Bezirks war berechtigt, im landesweiten Endrundenturnier gegen die anderen Bezirksmeister anzutreten und um die polnische Meisterschaft zu spielen.

### Erste Saisonphase
Die erste Saisonphase fand im Frühjahr 1920 statt. Im Bezirk Krakau konnte sich der KS Cracovia bereits gegen Wisła Kraków, Makkabi Kraków und Jutrzenka Kraków durchsetzen und war als erstes Team für die Endrunde der nationalen Meisterschaft qualifiziert.
Während die Bezirke Łódź und Warschau ihre Rund noch gar nicht gestartet hatten, waren in Lemberg erst zwei Spiele des ersten Spieltags gespielt. In Posen stand Warta Poznań zwei Spieltage vor Rundenende an der Tabellenspitze.

### Zweite Saisonphase
Die zweite Saisonphase sollte im Herbst vom 29. August bis zum 31. Oktober 1920 stattfinden. Geplant war ein Quasi-Liga-System, in dem in der Finalgruppe Jeder gegen Jeden mit Hin- und Rückspiel antreten sollte. Aufgrund der Entwicklungen im Polnisch-Sowjetischen Krieg wurde jedoch die erste Saisonphase nicht beendet und das Endrundenturnier um die polnische Fußballmeisterschaft nicht beendet werden konnte.